# Catedral de Maguncia
La catedral de Maguncia (del alemán: Mainzer Dom) es una catedral situada en la ciudad alemana de Maguncia. Es una enorme e imponente basílica de arenisca roja y uno de los más destacados ejemplos de arquitectura románica existentes en el mundo. Junto con las cercanas catedrales románicas de Espira y Worms constituye una de las llamadas catedrales imperiales (Kaiserdome)  de la región alemana de Renania-Palatinado. Pertenece a la diócesis de Maguncia.
La catedral de Maguncia es un edificio románico. Un elemento distintivo y característico de esta catedral es la galería de columnas que bordea todo el perímetro edificio, justo debajo de la línea del tejado.

## Historia

### Orígenesː SiglosXyXI
La catedral fue comenzada en 975 por Willigis durante el reinado del emperador Otón II e inaugurada durante el reinado de su sucesor Enrique II.
Willigis (975-1010), que salvó al imperio de la desintegración durante la minoría de Otón II, promovió el comercio en Maguncia; construyó una catedral que se quemó en el día de su consagración y obtuvo del Papa el derecho de presidir sobre todos los sínodos del imperio y en la coronación de rey electo. Aribo jugó el papel más importante en la elección de Conrado II. Bardo (1031-51) completó la nueva catedral comenzada por Willigis en 1037.

### Siglo XVIIIː La dominación prusiana
Uno de los puntos más dramáticos de la historia de la catedral tuvo lugar en 1793, cuando los soldados del rey Federico Guillermo II de Prusia recuperaron pronto todo el territorio ocupado excepto la ciudad de Maguncia fuertemente fortificada. Tras un largo asedio, en el que gran parte de la ciudad fue destruida, las tropas prusianas y del Sacro Imperio conquistaron la ciudad el 22 de julio de 1793. La República de Maguncia terminó y los jacobinos fueron perseguidos hasta 1795, cuando la ciudad volvió a pasar bajo control francés.

## Coronaciones reales
Desde el siglo XI al XIII, muchas coronaciones tuvieron lugar en Maguncia. Sin embargo, en la Alta Edad Media, y luego en la Baja Edad Media, Aquisgrán era la ciudad de la coronación legítima a los ojos de la tradición: una coronación en Maguncia se consideraba un defecto formal, que viciaba la ceremonia de nulidad. No todas las coronaciones se llevaron a cabo en la propia catedral de Maguncia, ya que en varias ocasiones fue dañada por incendios.
En la catedral tuvieron lugar las siguientes coronaciones:
- Inés de Poitou en 1043 por el arzobispo Bardo;
- Rodolfo de Rheinfelden (conocido como Rodolfo de Suabia, anti-rey opuesto a  Enrique IV del Sacro Imperio) el 26 de abril de 1077 o el 7 de abril de 1077 por Sigfrido I de Maguncia;
- Matilde (futura esposa de Enrique V) por el arzobispo de Colonia Federico I de Schwarzenburg el 25 de julio de 1110;
- Felipe de Suabia (8 de septiembre de 1198) por el obispo Aymon de Tarentaise;
- Federico II el 9 de diciembre de 1212 por Sigfrido II von Eppstein;
- Henri le Raspon el 22 de mayo de 1246 por Sigfrido III von Eppstein.

En cuanto a las coronaciones de:
- Enrique II (el 6 de junio de 1002) por el arzobispo  Willigis y la de
- Conrado II (el 8 de septiembre de 1024) por el arzobispo Aribon

probablemente tuvieron lugar en la antigua catedral, la vecina iglesia de San Juan (Maguncia).

## Composición
El Museo Diocesano de Maguncia alberga en sus salas históricas de los abovedados pasillos, el claustro de estilo gótico tardío de dos pisos, así como el ex salas de cabildo obras de arte de dos Milenios.

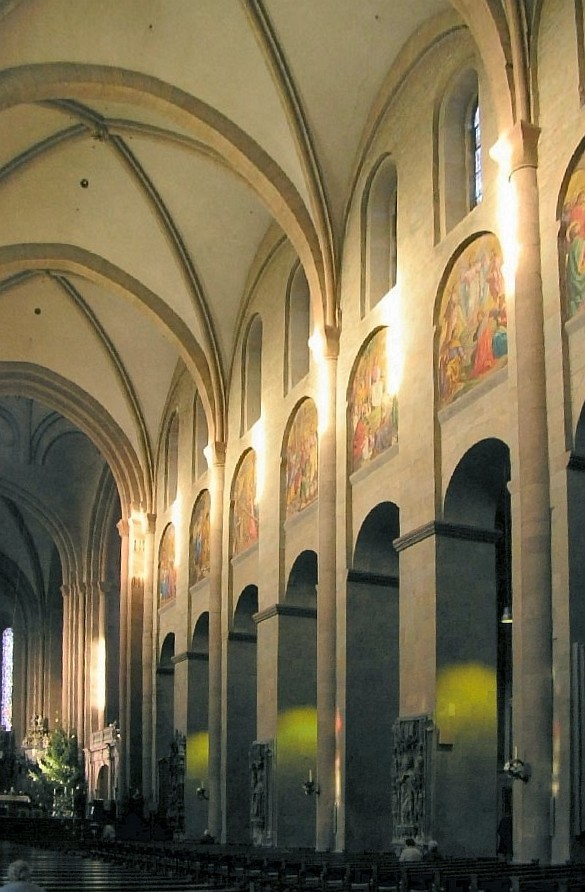
Nave mayor
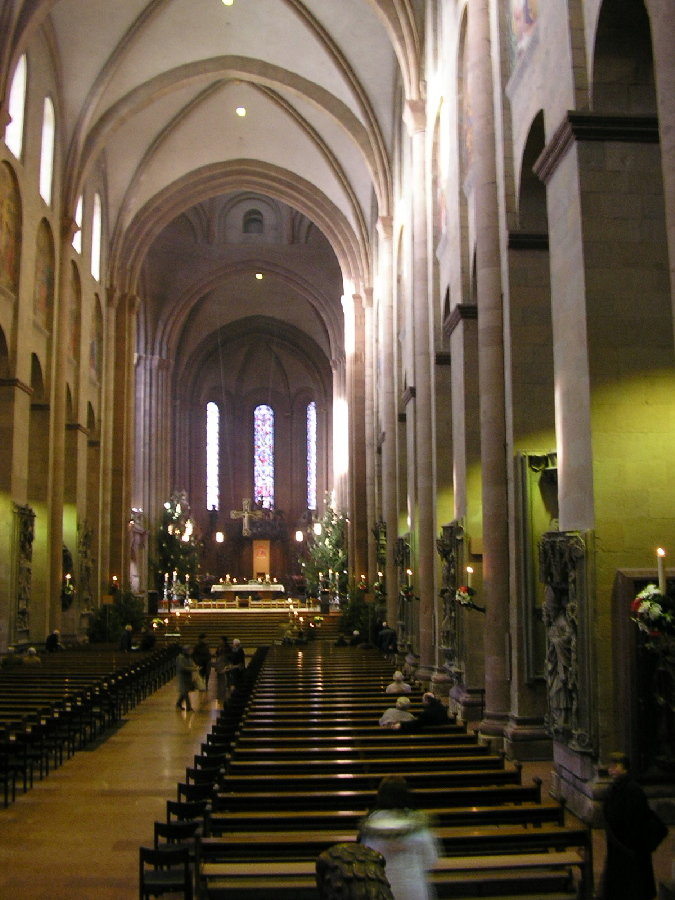
Nave mayor
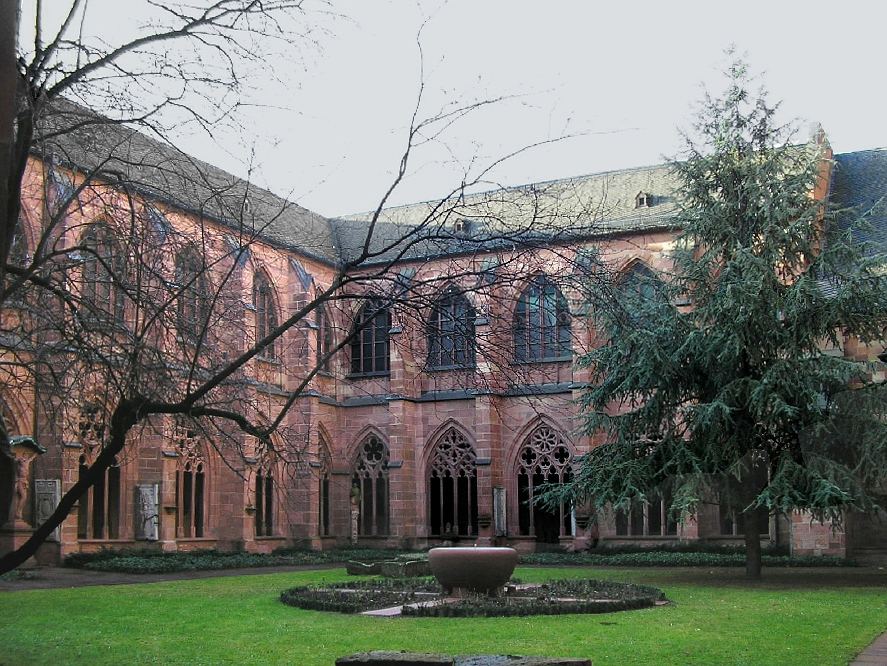
Claustro
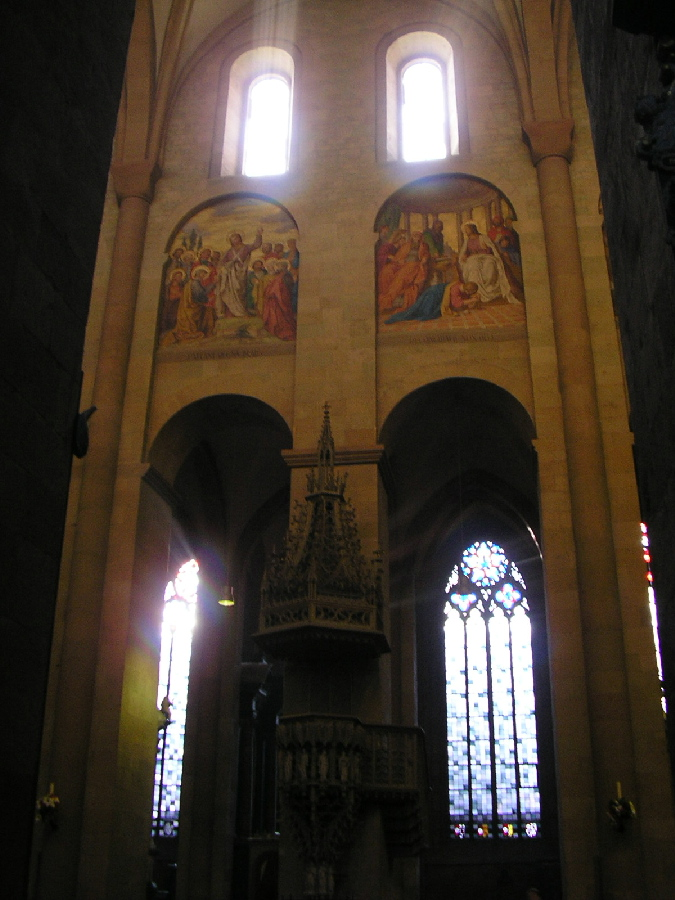
Púlpito
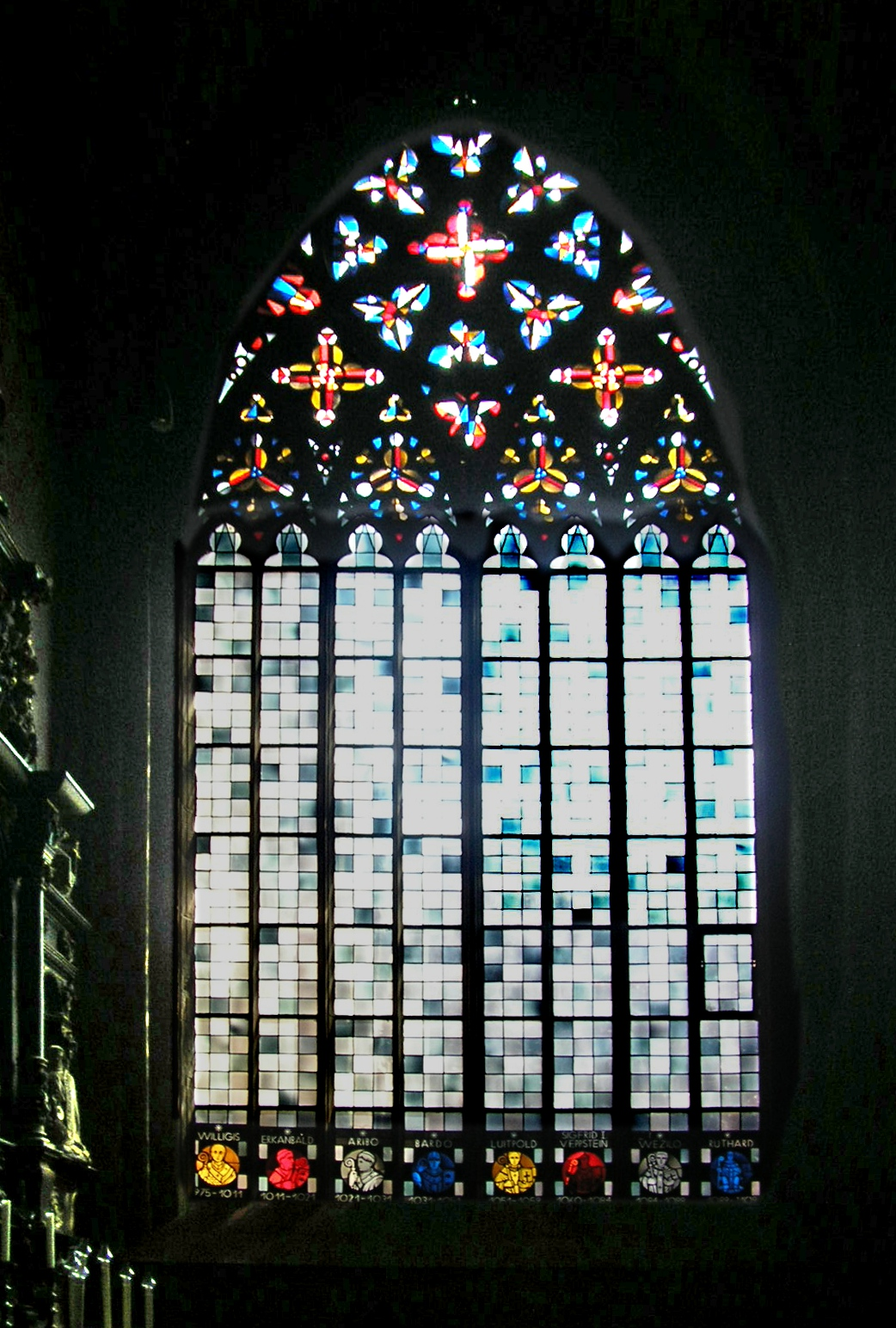
Vitral